# Fundulus albolineatus
Fundulus albolineatus és una espècie extinta de peix de la família dels fundúlids i de l'ordre dels ciprinodontiformes.

## Morfologia
Els mascles podien assolir els 9 cm de longitud total.

## Distribució geogràfica
Es trobava a Nord-amèrica: Alabama (Estats Units).